# Цилык, Ирина Андреевна
Ири́на Андре́евна Ци́лык (укр. Іри́на Андрі́ївна Ці́лик, род. 18 ноября 1982, Киев, Украинская ССР, СССР) — украинский кинорежиссёр, писательница, прозаик, автор текстов песен, поэтических и прозаических произведений. Заслуженный деятель искусств Украины (2020). Член украинского ПЕН-клуба. Лауреат американского кинофестиваля «Сандэнс» (2020) за лучшую режиссёрскую работу за документальную ленту «Земля голубая, будто апельсин».

## Биография
Родилась в Киеве. 2004 окончила Киевский национальный университет театра, кино и телевидения имени И. К. Карпенко-Карого с отличием. Работает режиссёром в области кинопроизводства.
Автор нескольких сборников поэзии, прозы и детских изданий. Участница многочисленных литературных фестивалей и культурных мероприятий («Poesiefestival Berlin—2017», «Венская книжная ярмарка—2017», «Лейпцигская книжная ярмарка—2017», «Франкфуртская книжная ярмарка—2016», «Lyrik für Alle» (конференция Babelsprech, Зальцбург, 2016), «Meridian Czernowitz» (2015—2016), Вильнюсская книжная ярмарка—2016 «Месяц авторских чтений» (Чехия, Словакия, 2016), «Премия Виленицы» (Словения, 2008) и других).
Отдельные произведения переводились на немецкий, английский, польский, французский, шведский, чешский, литовский, румынский, каталанский языки.
Кроме профессиональной и литературной деятельности, сотрудничает также с различными украинскими исполнителями и музыкальными группами как поэтесса-песенница. Автор слов песни «Возвращайся живым» (в исполнении групп «Сёстры Тельнюк» и «Коzак System»).
Муж Ирины Цилык — писатель Артём Чех. Сын — Андрей (2010 г. р.).
26 октября 2022 года Ирина Целик в рамках Киевской недели критики представила в Украине свой дебютный полнометражный игровой фильм «Я и Феликс», сценарий которого написан по мотивам романа «Кто ты такой?» Артёма Чеха. Одну из главных ролей в картине исполнил поэт и прозаик Юрий Издрык.

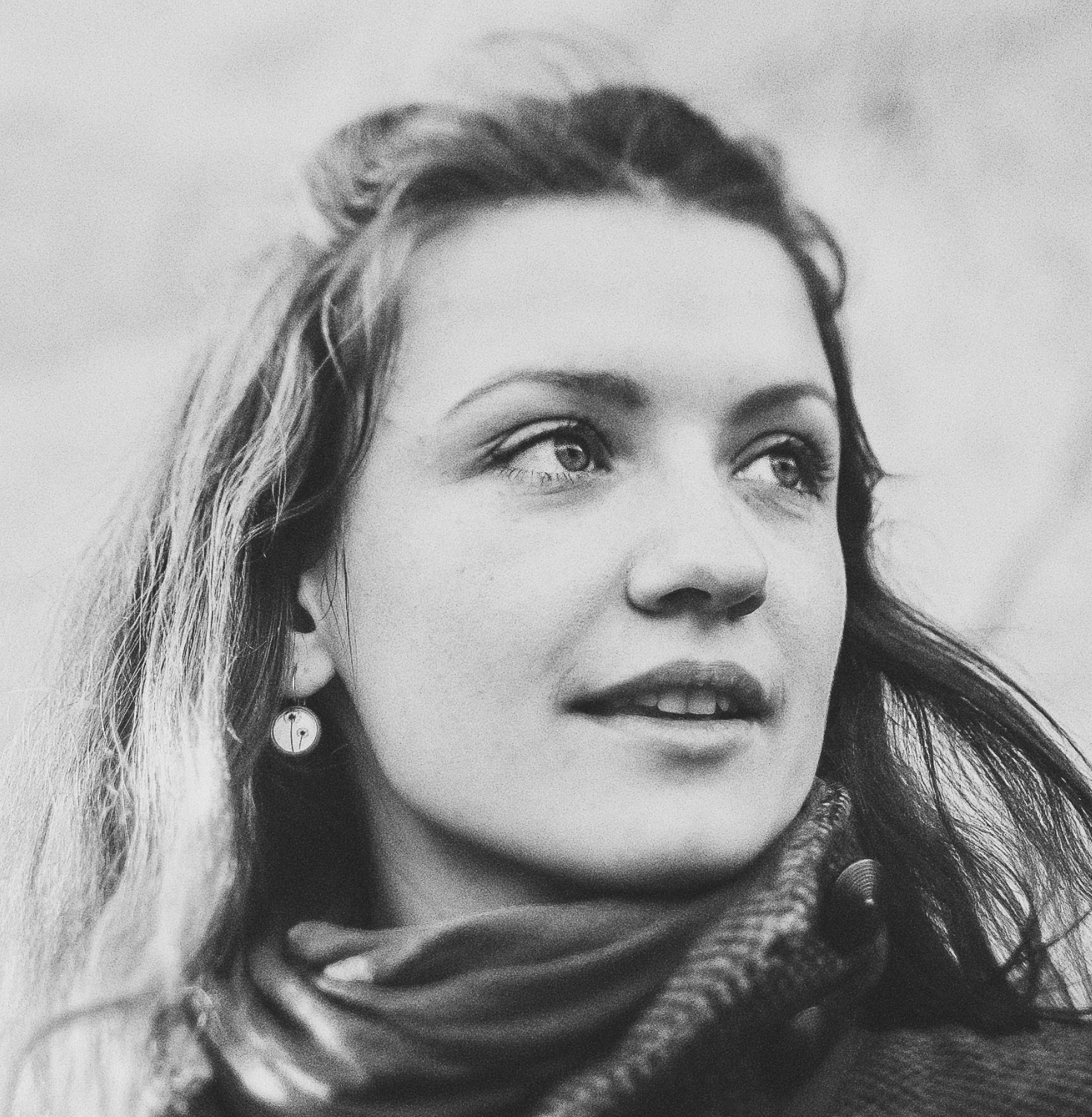
Ирина Цилык в 2014 году

## Фильмография
- «Земля голубая, будто апельсин» (74 мин., 2020, документальный). Мировая премьера состоялась на кинофестивале «Сандэнс» 24 января 2020 года в программе «World Documentary Competition». Европейская премьера состоялась на 70-м Берлинском международном кинофестивале 25 февраля 2020 года в программе «Generation». Также фильм был удостоен двух главных наград «Docudays UA International Human Rights Documentary Film Festival 2020» и был официально отобран для участия в международных кинофестивалях «Нью-Йоркский музей современного искусства: Doc Fortnight», «Copenhagen International Documentary Festival», «Hot Docs Canadian International Documentary Festival», «Cleveland International Film Festival», «Thessaloniki Documentary Festival», «Институт современного искусства (Лондон): Frames of Representation» и более 60-ти других фестивалей.
- «Тайра» (10 мин., 2017, документальный) и «Малыш» (15 мин., 2017, документальный) для киноальманаха «Невидимый Батальон[укр.]» (совместная режиссура со Светланой Лищинской и Алиной Горловой[укр.]).
- «Дом» (12 мин., 2016, игровой). Награда от FIPRESCI на 7-м Одесском международном кинофестивале (2016). В 2017 году фильм был включён в киносборник «Украинская Новая Волна. 20/16+», которая находилась в национальном кинопрокате.
- «Помин[укр.]» (24 мин., 2012, игровой). «Приз экуменического жюри» на Киевском международном кинофестивале «Молодость». Фильм принимал участие в официальном конкурсе «International short film festival in Drama» (Греция), на международном кинофестивале «Women Make Waves» (Тайвань), на международном кинофестивале «Tehran International Short Film Festival» (Иран), на международном кинофестивале «European Short Film Festival of Villeurbanne» (Франция), на 3-м Одесском международном кинофестивале и на более 30 других международных кинофестивалях. В 2013 году фильм был включён в киносборник «Украинская Новая Волна. Romantigue», которая находилась в национальном кинопрокате.
- Blue Hour[укр.] (10 мин., 2008, игровой).

## Библиография

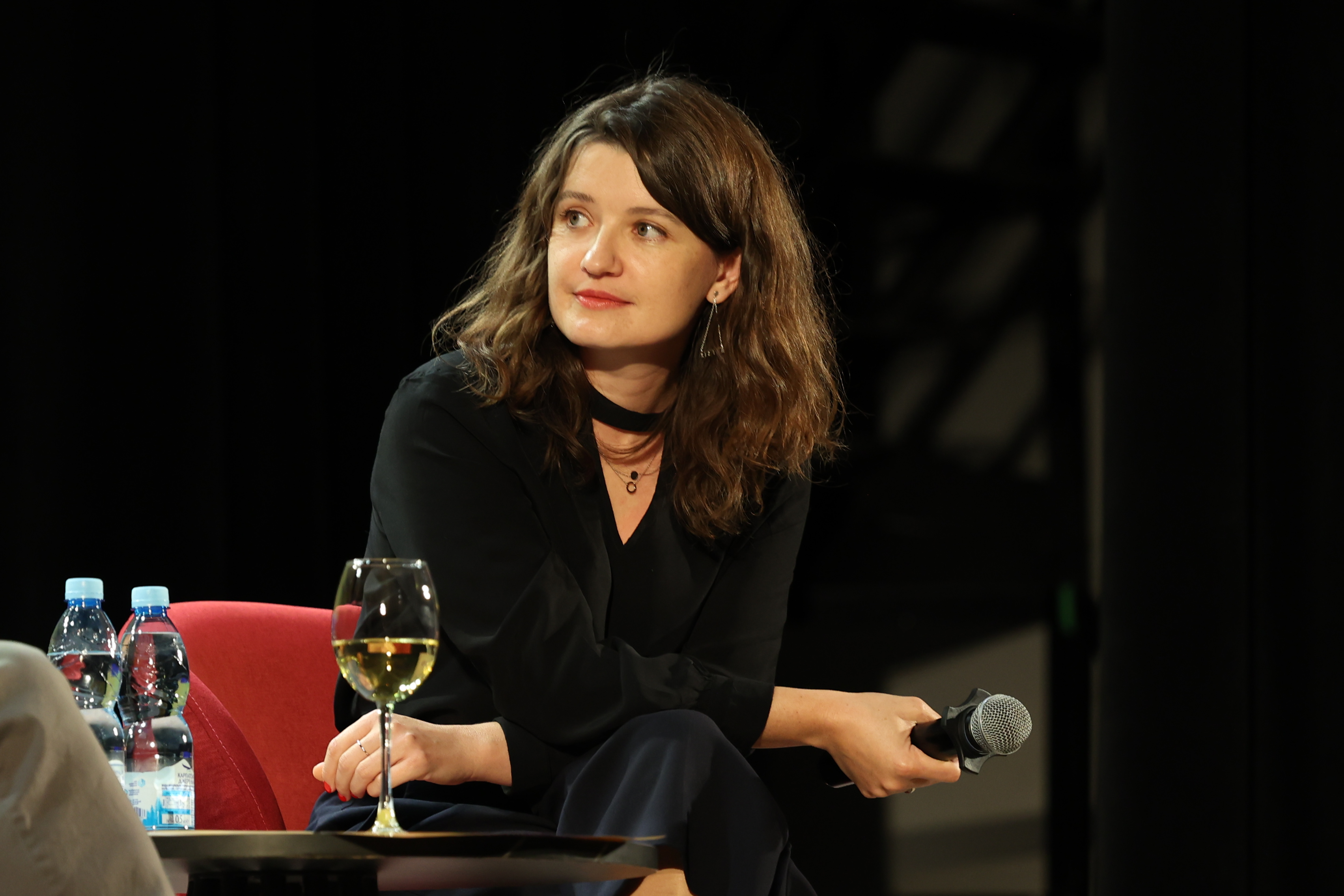
Ирина Цилык на презентации поэтического сборника «Тонкий лёд» во время II Поэтических чтений Meridian Odesa (3 ноября 2024 года)

### Поэзия
- Тонкий лід. — Чернівці: Meridian Czernowitz, 2025. — 126 с.
- Глибина різкості. — Чернівці: Meridian Czernowitz, 2016. — 112 с.
- Ці. — Киев: Факт[укр.], 2007. — 112 с.

### Проза
- Червоні на чорному сліди: збірка оповідань. — Киев: Комора, 2015. — 152 с.
- Родимки: збірка оповідань. — Киев: Електрокнига, 2012. — 214 с.
- Післявчора: повість. — Киев: Факт, 2008. — 120 с.

### Издания для детей
- МІСТОрія однієї дружби: пригодницька повість для дітей молодшого шкільного віку. — Львів: Видавництво Старого Лева, 2016. — 128 с.
- Таке цікаве життя: видання для дошкільнят. — Львів: Видавництво Старого Лева, 2015. — 48 с.

## Награды
- 2 февраля 2020 года получила награду американского кинофестиваля «Сандэнс» за лучшую режиссёрскую работу за документальную ленту «Земля голубая, будто апельсин»[2].
- В мае 2020 года фильм «Земля голубая, будто апельсин» был удостоен двух главных призов в национальном и основном конкурсах Международного фестиваля документального кино о правах человека «Docudays UA»[3].
- Премия им. Феликса Соболева «за значительные достижения в неигровом кино» (2020).
- Осенью 2020-го Ирине Цилык было присвоено звание «Заслуженного деятеля искусств Украины» президентом Владимиром Зеленским, но она отказалась от этого звания.
- Национальная премия Украины имени Тараса Шевченко (2023)[4].

## Общественная позиция
В июне 2018 года записала видеообращение в поддержку заключённого в России украинского режиссёра Олега Сенцова.